# Stewart Imlach
Stewart Imlach (Lossiemouth, 6 gennaio 1932 – 7 ottobre 2001) è stato un calciatore scozzese, di ruolo attaccante.

## Carriera

### Club
Ha giocato nella prima divisione inglese.

### Nazionale
Nel 1958, anno in cui ha giocato tutte le sue 4 partite in carriera con la nazionale scozzese, ha partecipato ai Mondiali.

## Palmarès

### Club

#### Competizioni nazionali
- Coppa d'Inghilterra: 1

Nottingham Forest: 1958-1959